# Кызылкайрат
Кызылкайрат (Кызыл-Кайрат, каз. Қызылқайрат) — село в Талгарском районе Алматинской области Казахстана. Административный центр Алатауского сельского округа. Находится у западной границы города Талгар. Код КАТО — 196233100.

## География
Расположен в 3 км к западу от районного центра г. Талгар, на северном склоне Иле Алатау, на левом побережье р. Талгар.

## Население
В 1999 году население села составляло 5232 человека (2569 мужчин и 2663 женщины). По данным переписи 2009 года в селе проживали 6582 человека (3281 мужчина и 3301 женщина).

## Инфраструктура
По данным КНЭ, в 1929—97 аул был овощемолочным хозяйством, позднее, на его основе с 1997 работали хозяйства «Кызылкайрат», «Алатау Агро», «Нурсар Агро», «Аскар» и др.